# 마시케정
마시케정(일본어: 増毛町)은 일본 홋카이도 북서부 루모이 진흥국 관내 남부에 있는 정이다. 동해의 아름다움을 볼 수 있는 오후유 해안과 쇼칸베쓰테우리야기시리 국립공원의 일부인 쇼칸베쓰산이 유명하다. 역사는 오래되었고 정내에는 홋카이도 유산으로 선정된 고풍스런 건물들이 나란히 서있다. 또 새우의 어획량이 일본 제일이며 유명하다. 양질의 물을 이용해 양조도 행해지고 있다.
정명의 유래는 아이누어의 ‘마슈키니’(マシュキニ) 또는 ‘마슈케’(マシュケ)로 '갈매기가 많은 곳'이라는 뜻이다.

## 지리
루모이 관내 남부 동해 측 연안에 위치한다. 서부의 동해, 동부의 산지 사이에 끼어 있는 험한 지형이며 대부분의 취락은 연안에 집중한다. 다만 벳카리 이서의 해안은 험난한 절벽이 계속되어 국도 231호선 개통까지 배 이외의 교통 수단이 거의 존재하지 않는 ‘육지의 외딴 섬’이었다.

### 기후
| 마시케정의 기후                                              | 마시케정의 기후 | 마시케정의 기후 | 마시케정의 기후 | 마시케정의 기후 | 마시케정의 기후 | 마시케정의 기후 | 마시케정의 기후 | 마시케정의 기후 | 마시케정의 기후 | 마시케정의 기후 | 마시케정의 기후 | 마시케정의 기후 | 마시케정의 기후 |
| 월                                                           | 1월             | 2월             | 3월             | 4월             | 5월             | 6월             | 7월             | 8월             | 9월             | 10월            | 11월            | 12월            | 연간            |
| ------------------------------------------------------------ | --------------- | --------------- | --------------- | --------------- | --------------- | --------------- | --------------- | --------------- | --------------- | --------------- | --------------- | --------------- | --------------- |
| 역대 최고 기온 °C (°F)                                       | 10.5 (50.9)     | 15.0 (59.0)     | 17.5 (63.5)     | 27.7 (81.9)     | 32.4 (90.3)     | 29.8 (85.6)     | 33.6 (92.5)     | 34.2 (93.6)     | 33.5 (92.3)     | 24.0 (75.2)     | 22.0 (71.6)     | 15.9 (60.6)     | 34.2 (93.6)     |
| 일평균 최고 기온 °C (°F)                                     | −0.7 (30.7)     | −0.2 (31.6)     | 3.5 (38.3)      | 9.9 (49.8)      | 15.6 (60.1)     | 19.0 (66.2)     | 23.0 (73.4)     | 24.7 (76.5)     | 21.6 (70.9)     | 15.5 (59.9)     | 8.1 (46.6)      | 1.7 (35.1)      | 11.8 (53.3)     |
| 일일 평균 기온 °C (°F)                                       | −3.3 (26.1)     | −3.0 (26.6)     | 0.5 (32.9)      | 6.0 (42.8)      | 11.4 (52.5)     | 15.4 (59.7)     | 19.5 (67.1)     | 20.9 (69.6)     | 17.4 (63.3)     | 11.5 (52.7)     | 4.9 (40.8)      | −1.0 (30.2)     | 8.4 (47.0)      |
| 일평균 최저 기온 °C (°F)                                     | −6.4 (20.5)     | −6.4 (20.5)     | −3.0 (26.6)     | 1.9 (35.4)      | 7.1 (44.8)      | 11.8 (53.2)     | 16.3 (61.3)     | 17.3 (63.1)     | 13.3 (55.9)     | 7.5 (45.5)      | 1.7 (35.1)      | −3.7 (25.3)     | 4.8 (40.6)      |
| 역대 최저 기온 °C (°F)                                       | −17.4 (0.7)     | −16.3 (2.7)     | −15.1 (4.8)     | −7.1 (19.2)     | −1.7 (28.9)     | 2.4 (36.3)      | 7.4 (45.3)      | 9.5 (49.1)      | 4.5 (40.1)      | −1.3 (29.7)     | −7.7 (18.1)     | −16.3 (2.7)     | −17.4 (0.7)     |
| 평균 강수량 mm (인치)                                        | 79.5 (3.13)     | 52.2 (2.06)     | 48.2 (1.90)     | 42.1 (1.66)     | 54.6 (2.15)     | 54.4 (2.14)     | 104.3 (4.11)    | 121.6 (4.79)    | 143.4 (5.65)    | 142.3 (5.60)    | 145.6 (5.73)    | 98.0 (3.86)     | 1,085.9 (42.75) |
| 평균 강우일수                                                | 17.0            | 12.9            | 11.7            | 9.9             | 9.8             | 8.5             | 9.2             | 10.5            | 13.0            | 14.7            | 18.0            | 18.3            | 153.5           |
| 평균 월간 일조시간                                           | 38.1            | 62.2            | 127.0           | 179.4           | 206.7           | 176.3           | 172.5           | 176.9           | 168.7           | 121.3           | 52.6            | 28.2            | 1,509.9         |
| 출처: 일본 기상청 (평년값: 1991년~2020년, 극값: 1978년~현재) |                 |                 |                 |                 |                 |                 |                 |                 |                 |                 |                 |                 |                 |

### 인접한 자치체
- 루모이 진흥국
  - 루모이시

- 소라치 종합진흥국
  - 우류군 호쿠류정, 우류정
  - 가바토군 신토쓰카와정

- 이시카리 진흥국
  - 이시카리시

## 역사
예전에는 마시케 지청이 놓여 이 지역의 중심이었다. 현재는 지청이 루모이시로 이전해 있다(현 루모이 진흥국). 에도 시대 후기에 러시아의 진출에 대비해 아키타번에 의해 元陣屋가 설치되어 북방 경비의 거점이 되었다.
- 1897년 11월 - 마시케 지청을 설치했다.
- 1900년 7월 1일 - 마시케군의 행정 구역들이 합병해 1급 정촌제를 시행하여 마시케군 마시케정이 되었다.
- 1914년 - 지청을 루모이로 이전하면서 루모이 지청으로 개칭했다.

## 경제
상업, 농업(주로 과수 재배), 어업, 공업(식품공업)이 있지만 특정 산업에 의존한다고 말할 수는 없다. 어업이 활발하고 1950년대까지는 센고쿠 장소가 놓여 청어잡이로 돋보였지만 자원 고갈로 어획량이 급격히 감소했다. 전후에는 근해 어업, 수산 가공업이 중심이다.

## 교통

### 철도
- 홋카이도 여객철도 루모이 본선

### 도로
- 국도 231호선(일본어판)